# پارک هیو شین
پارک هیو شین (کره‌ای: 박효신؛ زادهٔ ۱ سپتامبر ۱۹۸۱) خواننده اهل کره جنوبی است. پس از آغاز فعالیت به عنوان خواننده در سال ۱۹۹۹، پارک چندین ترانهٔ موفق در دههٔ ۲۰۰۰ از جمله «شخص خوب» (۲۰۰۲)، «گل برفی» (۲۰۰۴) و «خاطرات شبیه عشق» (۲۰۰۷) منتشر کرد. در دههٔ ۲۰۱۰، او پنج ترانهٔ شماره یک در جدول دیجیتال سرکل داشت، از جمله ترانهٔ «گل وحشی» در سال ۲۰۱۴ که ۵ میلیون نسخه فروخت و به یکی از پرفروش‌ترین تک‌آهنگ‌ها در کره جنوبی تبدیل شد.

## اوایل زندگی
پارک هیو شین زادهٔ ۱ سپتامبر ۱۹۸۱ در استان چونگ‌چونگ جنوبی، کره جنوبی است. او از دوران کودکی و با خواندن موسیقی تروت در رستوران خانواده‌اش، علاقه‌اش به خوانندگی را کشف کرد. در دوران دبیرستان، پارک در چندین جشنواره رقابتی آوازخوانی برنده جوایزی از جمله جایزه بزرگ جشنواره آواز جوانان بوچون شد.